# Manzaneda (Orense)
Manzaneda es un municipio español perteneciente a la provincia de Orense, en la comunidad autónoma de Galicia.

## Localización
Está situado a 80 kilómetros al este de la ciudad de Orense, en la Comarca de Tierra de Trives.

## Límites
Limita al norte con Puebla de Trives, al este con El Bollo, al sur con Villarino de Conso y al oeste con Chandreja de Queija.

## Geografía
Destaca el pico "Cabeza de Manzaneda", uno de los puntos más altos de Galicia con sus 1778 m de altitud.
En este municipio se encuentra el «castaño de Pumbariños» (Castiñeiro de Pombairiños), cuyo tronco mide más de 12 m de perímetro, en un paraje denominado «Souto de Rozabales».

## Demografía
Manzaneda cuenta con una población de 798 habitantes (INE 2024).
| Gráfica de evolución demográfica de Manzaneda entre 1842 y 2021                                                     |
| |
| Población de derecho según los censos de población del INE Población de hecho según los censos de población del INE |

## Organización territorial
El municipio está formado por treinta y siete entidades de población distribuidas en diez parroquias:
- Cernado (Santa María)
- Cesuris (Santa María)
- Manzaneda (San Martín de Abajo)[4][5][7]
- Manzaneda (San Martín de Arriba)[4][5][7]
- Paradela (San Antonio)[4][6][8]
- Placín (Santiago)
- Raigada[5] (Santa María Magdalena)[4][9]
- Requejo[5]
- Soutipedre (San Marcos)
- Vidueira (San Miguel)[4][5][10]

## Administración y política
| Periodo   | Nombre                                                                   | Partido    |
| --------- | ------------------------------------------------------------------------ | ---------- |
| 1979-1983 | Gabino García Fernández                                                  | UCD        |
| 1983-1987 | Gabino García Fernández                                                  | CG         |
| 1987-1991 | Gabino García Fernández                                                  | AP-CdeG    |
| 1991-1995 | Gabino García Fernández                                                  | CC-CDS     |
| 1995-1999 | Gabino García Fernández (1995) José Domínguez Basalo (1995-99)           | PP         |
| 1999-2003 | José Hervella Carrera                                                    | PP         |
| 2003-2007 | José Hervella Carrera                                                    | PP         |
| 2007-2011 | Xosé Antonio Núñez Domínguez (2007-09) David Rodríguez Estévez (2009-11) | BNG        |
| 2011-2015 | David Rodríguez Estévez                                                  | BNG        |
| 2015-2019 | David Rodríguez Estévez (2015-16) Félix Domínguez Cortiñas (2016-19)     | SON        |
| 2019-2023 | Amable Fernández Basalo                                                  | PSdeG-PSOE |
| 2023-act. | Amable Fernández Basalo                                                  | PSdeG-PSOE |

### Corporación Municipal
| Partido político | Partido político                  | 2023  | 2023       | 2023  | 2019  | 2019       | 2019  | 2015  | 2015       | 2015  |
| Partido político | Partido político                  | %     | Concejales | Votos | %     | Concejales | Votos | %     | Concejales | Votos |
|                  | Partido dos Socialista de Galicia | 55,59 | 4          | 333   | 37,56 | 3          | 252   | 15,32 | 1          | 116   |
|                  | Partido Popular                   | 43,40 | 3          | 260   | 27,42 | 2          | 184   | 20,34 | 1          | 154   |
|                  | Son de Manzaneda                  | -     | -          | -     | 34,87 | 2          | 234   | 64,07 | 5          | 485   |